# 天主教利夫拉门图圣母城教区
天主教利夫拉門圖聖母城教區（拉丁語：Dioecesis Liberationis Marianae），是巴西一個天主教教區，位於巴伊亞州中部，包括二十個市。屬維多利亞達孔基斯塔總教區。
教區成立於1967年2月27日，2004年有教友233,878人，佔總人口86.9%。有十九個堂區、司鐸十五人。現任教區主教為阿曼多·布喬爾。